# Elecciones generales de la República Democrática del Congo de 2023
Se celebraron elecciones generales en la República Democrática del Congo el 20 de diciembre de 2023, según el calendario electoral publicado el 26 de noviembre de 2022 por la Comisión Electoral Nacional Independiente (CENI). 
Se realizaron elecciones simultáneas para el presidente, los 500 miembros de la Asamblea Nacional, los miembros electos de las 26 asambleas provinciales y, por primera vez bajo la nueva constitución, los miembros de alrededor de 300 consejos comunales (municipales). El presidente Félix Tshisekedi es elegible para la reelección.
Estas elecciones son las primeras del cuarto ciclo electoral bajo la constitución de 2006. Le seguirán seis elecciones más en 2024, cinco de las cuales son indirectas.

## Sistema electoral
El presidente es elegido por mayoría de votos en una vuelta.
Los 500 miembros de la Asamblea Nacional son elegidos por dos métodos. En los distritos electorales a los que se les ha asignado un solo escaño, los miembros son elegidos mediante votación por mayoría absoluta; mientras que en aquellos con asignación de escaños múltiples, los miembros son elegidos por representación proporcional de lista abierta, con escaños asignados utilizando el método de mayor resto. La asignación proporcional de escaños a los distritos electorales finalizará el 15 de junio de 2023. Para las elecciones de 2018 hubo 62 distritos uninominales y los 438 miembros restantes se eligieron entre los plurinominales.
Las elecciones a la asamblea provincial también utilizan los mismos dos métodos para elegir a los miembros. Para los consejos comunales, todos los miembros de un consejo están en un solo distrito plurinominal y son elegidos mediante el método de lista abierta.

## Cronograma
Fechas seleccionadas del calendario electoral:
- 24 de diciembre de 2022—17 de marzo de 2023: Registro de votantes.
  - 24 de diciembre—23 de enero (30 días): Inscripción en las provincias de Congo Central, Kinsasa, Kwango, Kwilu, Mai-Ndombe, Équateur, Mongala, Ubangi del Norte, Ubangi del Sur y Tshuapa.
  - 25 de enero—23 de febrero (30 días): Inscripción en las provincias de Kasai, Kasai Central, Kasai Oriental, Lomami, Sankuru, Alto Lomami, Alto Katanga, Lualaba y Tanganica; también para expatriados en Sudáfrica, Bélgica y Francia.
  - 16 de febrero a 17 de marzo (30 días): registro en las provincias de Bajo Uele, Alto Uele, Ituri, Tshopo, Kivu del Norte, Kivu del Sur y Maniema; también para expatriados en Canadá y Estados Unidos.
- 21 de mayo de 2023: Publicación de estadísticas de registro por distrito electoral: los totales de registro determinarán el tamaño de las asambleas provinciales y de los consejos locales (consejos comunales, sectoriales y de cacicazgos). También se utilizan para asignar escaños a los distritos electorales.
- 23 de mayo de 2023—15 de junio de 2023: asignación proporcional de escaños a los distritos electorales en función del número de registro de votantes; redactado y aprobado como ley.
- 26 de junio de 2023—22 de agosto de 2023: Registro de candidatos.
  - 26 de junio—15 de julio (20 días): Candidatos a presidente y Asamblea Nacional.
  - 3 de agosto—22 de agosto (20 días): Candidatos a asambleas provinciales y consejos comunales.
- 19 noviembre 2023—18 diciembre 2023: Campañas electorales.
  - 19 de noviembre : Inicio de las campañas de 30 días para presidente, Asamblea Nacional y asambleas provinciales.
  - 4 de diciembre : Inicio de campañas de 15 días para los consejos comunales.
- 20 de diciembre de 2023: día de las elecciones.
- 20 de enero de 2024: Ceremonia de juramentación presidencial.

## Candidatos
- Félix Tshisekedi, actual presidente de la República[5]
- Martin Fayulu, presidente del partido opositor ECiDé[6][7]
- Moïse Katumbi, empresario y exgobernador de la provincia de Katanga[7]
- Denis Mukwege, activista y ginecólogo galardonado con el Premio Nobel de la Paz de 2018[7]